# نموذج كائن المستند
نموذج كائن المستند (بالإنجليزية: Document Object Model)‏ واختصاراً (DOM) هو واجهة - مستقلة لمكتبات API وهو متعددة المنصات (cross-platform) للتمثيل والتفاعل مع (Object) في مستندات لغة ترميز النص التشعبي لغة ترميز النص الفائق ولغة الترميز التشعبية الموسعة لغة رقم النص الفائق القابلة للتمديد ولغة الترميز القابلة للامتداد 
وتتعامل مع المستند (Tree structure)، حيث تكون كل عقدة (Node) هي شيء أو كائن (object) يمثل جزءًا أو قسمًا من المستند.
الشيء (object) يمكن معالجته أو التعامل معه برمجيا واي تغيرات مرئية يمكن تحدث كنواتج سوف تنعكس على الشكل الظاهر للمستند.
اساسيات المعايير القياسية ل DOM تم وضعها بواسطة رابطة الشبكة العالمية رابطة الشبكة العالمية حتى سنة 2004، منظمة (WHATWG)
تولت بعد ذلك تطوير المعايير القياسية ونشرها على شكل وثائق حية، ال W3C تنشر الآن لقطات من المعايير القياسية المستقرة ل WHATWG .

## نبذة تاريخية
يرتبط تاريخ نموذج كائن المستند أو مكتبة (DOM) بتاريخ «حرب المتصفحات» في أواخر التسعينيات من القرن السابق بين نتسكيب نافيجاتور (Netscape Navigator) ومايكروسوفت إنترنت إكسبلورر، كما حصل لجافا سكريبت (JavaScript) وجيه سكريبت (JScript) أوائل لغات البرمجة النصية سكريبت (scripting languages) التي انتشرت على نطاق واسع وتم تضمينها في محركات التصميم لمتصفحات الويب.
صدر جافا سكريبت بواسطة نتسكيب في سنة 1995 مع إصدار 2.0 لنتسكيب نافيجاتور، منافس نتسكيب في ذلك الوقت ميكروسوفت أصدر في السنة التالية بترقية (porting) وتطوير لجافا سكريبت يسمى جيه سكريبت (JScript)